# 4315 Pronik
4315 Pronik eller 1979 SL11 är en asteroid i huvudbältet som upptäcktes den 24 september 1979 av den rysk-sovjetiske astronomen Nikolaj Tjernych vid Krims astrofysiska observatorium på Krim. Den har fått sitt namn efter Iraida och Vladimir Pronik.
Asteroiden har en diameter på ungefär 20 kilometer.